# Ceralep SN
Ceralep Société Nouvelle est une entreprise française produisant des isolateurs et pièces isolantes en céramique. La société coopérative et participative anonyme (SCOP-SA) siège à Saint-Vallier (Drôme). En 2015, elle était le dernier acteur français dans ce domaine.

## Historique
L'entreprise de céramique, Électro-Porcelaine, a été créée à Saint-Vallier (Drôme) en 1921 puis a pris le nom de Slep.
La société s'est appelée ensuite Ceralep en 1973 avec l'association de Ceraver (Andancette et Bazet) et de Slep (Saint-Vallier). 
Elle a connu différents actionnaires, tels Merlin Gerin, Alstom et du Suisse Keramik Laufenen,,.
En septembre 2003, la société Ceralep - contrôlée par un fonds de pension américain, est mise en redressement judiciaire, à la suite de son dépôt de bilan.

### Reprise en SCOP
Suite de la liquidation de la société CERALEP, en février 2004, celle-ci est reprise auprès du tribunal de commerce de Romans par une dizaine d'employés, sous le statut d'une SCOP. Elle prend alors la dénomination de Ceralep Société Nouvelle. La reprise se fait avec un effectif de 52 employés.
Un web documentaire diffusé sur France 5 en 2010 retrace ce qu'a modifié le passage en Scop pour les ouvriers. L'entraide entre salariés, l'amélioration de la propreté de l'atelier et de la résilience dans la pérennisation de la société font partie des bénéfices du statut SCOP évoqué ceux-ci,.
Dix ans plus tard, en 2014, l'usine réalise 75  % de son chiffre d'affaires à l'international. Elle compte alors parmi ses clients : Areva, Alstom, SNCF et EDF.
Fin 2017, l'effectif est de 45 salariés, tous ont le statut d'associés.

## Production
Ceralep SN fabrique des isolateurs électriques en porcelaine pour haute et très haute tension. La production est réalisée par extrusion et tournage avant émaillage et cuisson à haute température.
Elle peut produire des isolateurs de très grande dimension suivant les normes internationales.
En 2015, elle se diversifie en utilisant la céramique, matière noble, inaltérable, et sans entretien, pour fabriquer du mobilier urbain. La société élargit sa production aux assises, lampadaires, jardinières et pièces décoratives,.
Depuis 2000, la production est certifiée ISO 9001.

## Direction

### Directions générales
- Robert Nicaise : 2004 - 2010[2]
- Pascal Coste Chareyre : 2010 - en cours[2]